# Mistrovství světa juniorů v ledním hokeji 1987
Mistrovství světa juniorů v ledním hokeji 1987 se hrálo od 26. prosince 1986 do 4. ledna 1987 ve slovenských městech Piešťany, Nitra, Trenčín a Topoľčany na území tehdejšího Československa. Turnaje se účastnily týmy Československa, Finska, Kanady, Sovětského svazu, Spojených států, Švédska a Švýcarska, které nově doplnila reprezentace Polska, jíž se podařilo postoupit ze skupiny B a v elitní skupině vystřídala reprezentaci Německé spolkové republiky.
Mistrovství bylo poznamenáno zejména velkou hokejovou rvačkou v závěrečném zápase mezi týmy Kanady a Sovětského svazu, označovanou za největší v dějinách ledního hokeje. Rvačka vyústila ve zrušení zápasu a diskvalifikaci obou týmů, což více poškodilo Kanaďany, kteří v té chvíli již měli jisté nejméně 3. místo a stále ještě bojovali o celkové prvenství, zatímco Sověti již byli zcela mimo medailové pozice a ani vítězství by jim nepomohlo se odpoutat z 6. místa. Veškeré výsledky Kanady a Sovětského svazu byly v závěrečné tabulce anulovány, ovšem týmům, které v zápasech s těmito dvěma mužstvy bodovaly, byl tento bodový zisk ponechán. Mistry světa se tak stali hráči Finska, na druhém místě skončili hráči Československa a na třetím Švédska. Do skupiny B sestoupil tým Švýcarska, který šampionát zakončil bez jediného bodu. Po nějakou dobu se také zvažovala možnost sestoupení i obou vyloučených mužstev, tento záměr však nakonec nebyl naplněn. Podle rozhodnutí direktoriátu Mezinárodní hokejové federace (IIHF) nebyli kanadští a sovětští hráči zahrnuti ani do tabulek kanadského bodování a nejlepších střelců.
Mistrovství světa juniorů skupiny B se roku 1987 konalo v Rouen ve Francii od 15. do 21. března. V turnaji zvítězila reprezentace Německé spolkové republiky, která se tak po roce opět vrátila do elitní skupiny. Naopak do skupiny C sestoupil tým Itálie.
Skupina C odehrála své mistrovství světa v dánském městě Esbjerg 16. až 22. března. Vítězem a postupujícím do skupiny B se stala reprezentace Jugoslávie.

## Konečné pořadí
| Poř. | Tým       | Z | V | R | P | GV | GI | B  |
| ---- | --------- | - | - | - | - | -- | -- | -- |
| 1.   | Finsko    | 7 | 5 | 1 | 1 | 45 | 23 | 11 |
| 2.   | ČSSR      | 7 | 5 | 0 | 2 | 36 | 23 | 10 |
| 3.   | Švédsko   | 7 | 4 | 1 | 2 | 45 | 11 | 9  |
| 4.   | USA       | 7 | 4 | 0 | 3 | 42 | 30 | 8  |
| 5.   | Polsko    | 7 | 1 | 0 | 6 | 21 | 80 | 2  |
| 6.   | Švýcarsko | 7 | 0 | 0 | 7 | 16 | 62 | 0  |

| DQ | Kanada | 6 | 4 | 1 | 1 | 41 | 23 | 9 |
| DQ | SSSR   | 6 | 2 | 1 | 3 | 27 | 18 | 5 |

## Nejlepší střelci
| Poř.    | Střelec           | Tým     | G |
| ------- | ----------------- | ------- | - |
| 1.–4.   | Martin Hosták     | ČSSR    | 7 |
| 1.–4.   | Ulf Dahlén        | Švédsko | 7 |
| 1.–4.   | Bo Svanberg       | Švédsko | 7 |
| 1.–4.   | Scott Young       | USA     | 7 |
| 5.–7.   | Teppo Kivelä      | Finsko  | 6 |
| 5.–7.   | Pekka Tirkkonen   | Finsko  | 6 |
| 5.–7.   | Darren Turcotte   | USA     | 6 |
| 8.–11.  | Juraj Jurík       | ČSSR    | 5 |
| 8.–11.  | Mikko Laaksonen   | Finsko  | 5 |
| 8.–11.  | Pär Edlund        | Švédsko | 5 |
| 8.–11.  | Roger Öhman       | Švédsko | 5 |
| 12.–19. | Tomáš Kapusta     | ČSSR    | 4 |
| 12.–19. | Jiří Látal        | ČSSR    | 4 |
| 12.–19. | Ladislav Lubina   | ČSSR    | 4 |
| 12.–19. | Marko Kiuru       | Finsko  | 4 |
| 12.–19. | Pentti Lehtosaari | Finsko  | 4 |
| 12.–19. | Sami Wahlsten     | Finsko  | 4 |
| 12.–19. | Piotr Zdunek      | Polsko  | 4 |
| 12.–19. | Bob Corkum        | USA     | 4 |

Z tabulky byli z rozhodnutí direktoriátu IIHF vyškrtnuti hráči Kanady a Sovětského svazu, takže se do ní nedostali Kanaďané Pat Elynuik (6 gólů), David Latta, Dave McLlwain, Steve Nemeth a Brendan Shanahan (4 góly) ani sovětští hráči Alexandr Kerč (6 gólů) a Pavel Kostičkin (4 góly).

## Kanadské bodování
| Poř.    | Hráč              | Tým     | B  | G | A  |
| ------- | ----------------- | ------- | -- | - | -- |
| 1.      | Ulf Dahlén        | Švédsko | 15 | 7 | 8  |
| 2.      | Teppo Kivelä      | Finsko  | 12 | 6 | 6  |
| 3.      | Jukka Seppo       | Finsko  | 12 | 3 | 9  |
| 4.      | Janne Ojanen      | Finsko  | 12 | 2 | 10 |
| 5.–6.   | Martin Hosták     | ČSSR    | 10 | 7 | 3  |
| 5.–6.   | Bo Svanberg       | Švédsko | 10 | 7 | 3  |
| 7.      | Darren Turcotte   | USA     | 10 | 6 | 4  |
| 8.      | Ladislav Lubina   | ČSSR    | 10 | 4 | 6  |
| 9.      | Scott Young       | USA     | 9  | 7 | 2  |
| 10.     | Pekka Tirkkonen   | Finsko  | 9  | 6 | 3  |
| 11.     | Marko Kiuru       | Finsko  | 9  | 4 | 5  |
| 12.–13. | Pentti Lehtosaari | Finsko  | 8  | 4 | 4  |
| 12.–13. | Piotr Zdunek      | Polsko  | 8  | 4 | 4  |
| 14.     | Calle Johansson   | Švédsko | 8  | 0 | 8  |

Z hodnocení kanadského bodování byli z rozhodnutí direktoriátu IIHF vyškrtnuti hráči Kanady a Sovětského svazu, takže se do ní nedostali Pat Elynuik (11 bodů, z toho 6 gólů a 5 přihrávek), David Latta (10 bodů, 4 góly, 6 přihrávek), Dave McLlwain (8 bodů, 4 góly, 4 přihrávky) a Steve Nemeth (8 bodů, 4 góly, 4 přihrávky) ani sovětský hráč Alexandr Kerč (8 bodů, 6 gólů, 2 přihrávky).

## Turnajová ocenění
V hodnocení nejlepších hráčů se názor členů direktoriátu IIHF zcela rozešel s názorem novinářů, z jejichž hlasování vzešel All-Star Team. U těchto cen rovněž nebyli v úvahu bráni hráči vyloučených mužstev.
|                             | Brankář         | Obránce         | Obránce         | Útočníci    | Útočníci    | Útočníci    |
| --------------------------- | --------------- | --------------- | --------------- | ----------- | ----------- | ----------- |
| Ceny direktoriátu IIHF      | Markus Ketterer | Calle Johansson | Calle Johansson | Robert Kron | Robert Kron | Robert Kron |
| All-Star Team (podle médií) | Sam Lindståhl   | Jiří Látal      | Brian Leetch    | Juraj Jurík | Ulf Dahlén  | Scott Young |

## Soutěž Fair Play
Týmem s nejmenším počtem trestných minut se stalo mužstvo Československa:
| Poř. | Tým       | TM      |
| ---- | --------- | ------- |
| 1.   | ČSSR      | 46 min. |
| 2.   | Švýcarsko | 74 min. |
| 3.   | Švédsko   | 76 min. |

## Zápasy
Celkem mělo být sehráno 28 zápasů, z nichž jeden (Kanada–Sovětský svaz) nebyl pro výtržnosti na ledě dohrán a jeho výsledek byl anulován, takže do závěrečné tabulky se jich započítalo jen 27. Hrálo se systémem každý s každým.

### První hrací den
| 26. prosince 1986 16.30 SEČ | ČSSR | 4-3 (1–1, 2–1, 1–1) | Švédsko | Nitra Návštěvnost: 5000 |  |

| Československý tým začal svůj první zápas mistrovství nervózně, během první třetiny ovládali led hlavně díky dobrému pohybu a důslednému forčekingu Švédové. Obraz hry se zcela změnil ve druhé třetině, kdy českoslovenští hráči zrychlili svou hru a přidali důrazu v osobních soubojích. Dostali se do dvoubrankového vedení, ovšem těsně před koncem třetiny soupeř snížil. Po druhé přestávce českoslovenští hráči opět čelili švédskému náporu jen s největším vypětím, ovšem vyrovnávací branku v 52. minutě rozhodčí Švédům neuznal, protože Johan Garpenlöv dopravil puk za brankovou čáru nohou. V 54. minutě Juraj Jurík pronikl švédskou obranou a Radomír Brázda zvýšil vedení na 4–2. Do konce utkání se již Švédům podařilo jen snížit. |                                              |          |                          |                                                |
| |                                              | Brankáři |                          | Rozhodčí: Trottier (Kanada) Galinovskij (SSSR) |
| Tomáš Kapusta 2 Martin Hosták Radomír Brázda | Tomáš Kapusta 2 Martin Hosták Radomír Brázda |          | Bo Svanberg 2 Pär Edlund | Rozhodčí: Trottier (Kanada) Galinovskij (SSSR) |

| 26. prosince 1986 19.00 SEČ | USA | 1-4 (0–1, 0–2, 1–1) | Finsko | Piešťany Návštěvnost: 1600 |  |

| Pro utkání byl charakteristický především velký počet zmařených šancí, v prvních dvou třetinách však nakonec rozhodující náskok získali Finové, a to především díky výrazně lepší kombinační hře a dobře chytajícímu brankáři. Výsledek byl považován za jedno z překvapení turnaje, mimo jiné i s ohledem na bronzovou medaili amerického týmu z předchozího mistrovství. |             |          |                                                         |                                       |
| |             | Brankáři |                                                         | Rozhodčí: Lípa (ČSSR) Brunclík (ČSSR) |
| Scott Young | Scott Young |          | Pentti Lehtosaari Teppo Kivelä Jyrki Silius Jukka Seppo | Rozhodčí: Lípa (ČSSR) Brunclík (ČSSR) |

| 26. prosince 1986 19.00 SEČ | SSSR | 7-3 (3–2, 3–0, 1–1) | Polsko | Trenčín Návštěvnost: 300 |  |

| Hráči polského týmu na počátku utkání dlouho drželi s favorizovaným týmem Sovětského svazu krok, mimo jiné díky výkonům svého brankáře. Postupně se však projevila lepší fyzická kondice i bruslařská technika Sovětů, kteří zápas dovedli do jednoznačného konce. Utkání bylo také poznamenáno nečistou hrou obou týmů hlavně v poslední třetině, poměr vyloučení byl 13:12. | |          |                                 |                                            |
| | | Brankáři |                                 | Rozhodčí: Järvi (Finsko) Ekhagen (Švédsko) |
| Pavel Kostičkin 2 Valerij Zelepukin Jevgenij Davydov Alexandr Galčenjuk Alexandr Mogilnyj Alexandr Kerč | Pavel Kostičkin 2 Valerij Zelepukin Jevgenij Davydov Alexandr Galčenjuk Alexandr Mogilnyj Alexandr Kerč |          | Krysztof Ruchala 2 Piotr Zdunek | Rozhodčí: Järvi (Finsko) Ekhagen (Švédsko) |

| 26. prosince 1986 19.00 SEČ | Kanada | 6–4 (5–2, 1–1, 0–1) | Švýcarsko | Topoľčany Návštěvnost: 500 |  |

| Utkání začalo v rychlém tempu s častými střelami na brankáře. Kanaďané si v první třetině vybudovali díky lepší koncovce tříbodový náskok. Pro druhou třetinu byla charakteristická zvýšená tvrdost kanadských hráčů, což v jejím závěru vyústilo i v šarvátku. V závěrečné třetině se podařilo Švýcarům získat převahu, z níž však vytěžili jen jeden gól. |                                            |          |                                                        |                                          |
| |                                            | Brankáři |                                                        | Rozhodčí: Rønning (Norsko) Kriška (ČSSR) |
| Dave McLlwain 3 Pat Elynuik 2 Steve Nemeth | Dave McLlwain 3 Pat Elynuik 2 Steve Nemeth |          | André Künzi Ray Walder Romeo Mattioni Toni Nyffenegger | Rozhodčí: Rønning (Norsko) Kriška (ČSSR) |

### Druhý hrací den
| 27. prosince 1986 16.00 SEČ | ČSSR | 2–8 (0–3, 2–0, 0–5) | USA | Nitra Návštěvnost: 5000 |  |

| Američané předvedli střelecky velmi produktivní výkon. Českoslovenští hráči je sice zcela přestříleli v poměru 40 střel ku 20, přesto pro ně zápas skončil debaklem. První třetina se odehrávala zcela v režii Američanů, kteří se ujali vedení 3–0, ve druhé však československý tým výrazně zlepšil hru a drtivým náporem dokázal snížit na rozdíl jednoho gólu. V závěrečné třetině však již Američané, předvádějící dynamický tvrdý hokej s důrazným napadáním, zápas zcela ovládli. Největší slabinou československých hráčů byly osobní souboje, z nichž prakticky vždy odcházeli poraženi. Americké mužstvo v kritických chvílích podržel brankář Robb Stauber, naopak český brankář Oldřich Svoboda nepodal dobrý výkon a v průběhu třetí třetiny byl po šestém obdrženém gólu vystřídán Rudolfem Pejcharem. |                           |          | |                                                  |
| |                           | Brankáři | | Rozhodčí: Henriksson (Švédsko) Ekhagen (Švédsko) |
| Martin Hosták Petr Pavlas | Martin Hosták Petr Pavlas |          | Greg Brown Chriss Biotti Robert Reynolds Marty Nanne Ed Krayer Scott Young Brian Leetch Darren Turcotte | Rozhodčí: Henriksson (Švédsko) Ekhagen (Švédsko) |

| 27. prosince 1986 19.00 SEČ | Švýcarsko | 0–8 (0–2, 0–1, 0–5) | SSSR | Piešťany Návštěvnost: 800 |  |

| Utkání favorizované sovětského reprezentace s jedním s outsiderů skupiny měl podle očekávání jednoznačný průběh. První gól utkání padl již po 37 sekundách hry. Hra sovětského týmu se vyznačovala především rychlou a přesnou kombinací, ovšem v prvních dvou třetinách také poněkud nepřesnou koncovkou, takže naplno se převaha Sovětů projevila až v závěrečné třetině. |  |          | |                                        |
| |  | Brankáři | | Rozhodčí: Järvi (Finsko) Kriška (ČSSR) |
| |  |          | Alexandr Kerč 2 Sergej Šesterikov 2 Pavel Kostičkin Dmitrij Medveděv Jevgenij Davydov Anton Zagorodnyj | Rozhodčí: Järvi (Finsko) Kriška (ČSSR) |

| 27. prosince 1986 19.00 SEČ | Finsko | 6–6 (0–1, 5–2, 1–3) | Kanada | Trenčín Návštěvnost: 500 |  |

| V utkání plném zvratů měla zpočátku převahu Kanada, která sice v průběhu první třetiny nevyužila přesilovku 5 na 3, přesto ale třetinu vyhrála jednobrankovým rozdílem a v 1. minutě druhé třetiny se ujala vedení již 2–0. Poté však hráči Kanady polevili a Finové zahájili obrat – v polovině třetiny strhli třemi góly vedení na svou stranu. Na góly bohatá druhá třetina však stále ještě nebyla u konce; nejprve Kanaďané ve 35. minutě opět vyrovnali, ovšem o minutu později Kivelä vrátil Finům vedení. Na začátku třetí třetiny Finové zvýšili svůj náskok na dvě branky, ale 8 minut před koncem utkání zahájili Kanaďané další obrat a třemi góly během tří minut se ještě jednou ujali vedení, a to zejména díky své lepší orientaci před brankou soupeře a střelecké pohotovosti. V 55. minutě zajistil Finům remízu Wahlsten. Velkou oporou byli v zápase oběma mužstvům jejich brankáři, i když Kanaďan Shawn Simpson pustil dvě střely z dálky. |                                                                   |          |                                                                             |                                              |
| |                                                                   | Brankáři |                                                                             | Rozhodčí: Karandin (SSSR) Galinovskij (SSSR) |
| Jukka Seppo 2 Marko Kiuru Janne Ojanen Teppo Kivelä Sami Wahlsten | Jukka Seppo 2 Marko Kiuru Janne Ojanen Teppo Kivelä Sami Wahlsten |          | David Latta 2 Yvon Corriveau Pierre Turgeon Steve Chiasson Brendan Shanahan | Rozhodčí: Karandin (SSSR) Galinovskij (SSSR) |

| 27. prosince 1986 19.00 SEČ | Švédsko | 15–0 (7–0, 4–0, 4–0) | Polsko | Topoľčany |  |

| Třebaže polský tým předvedl bojovný výkon podpořený dobrým výkonem brankáře, proti všestranně lepšímu soupeři neměl žádnou šanci a výsledek utkání byl zcela jednoznačný. Švédové lépe bruslili, kombinovali, byli důraznější v osobních soubojích i v brankovišti a během hry se uplatňoval jejich lepší přehled. 8 z 15 branek vstřelil útok Öhman, Dahlén a Edlund. |  |          |  |                                          |
| |  | Brankáři |  | Rozhodčí: Prescott (USA) Brunclík (ČSSR) |
| Ulf Dahlén 3 Roger Öhman 3 Pär Edlund 2 Rikard Franzén Roger Johansson Thomas Sjögren Håkan Åhlund Johan Garpenlöv Bo Svanberg Anders Gozzi |  |          |  | Rozhodčí: Prescott (USA) Brunclík (ČSSR) |

### Třetí hrací den
| 29. prosince 1986 16.00 SEČ | ČSSR | 5–1 (1–0, 1–1, 3–0) | Kanada | Nitra Návštěvnost: 5000 |  |

| První gól, který do kanadské sítě vstřelil Ladislav Lubina, padl již po 14 sekundách hry. V průběhu první třetiny se Kanaďané vůbec nedostali do žádné šance, protože však Lubina v 15. minutě neproměnil trestné střílení, svůj náskok už Čechoslováci nezvýšili. Ve druhé třetině pak stupňovali tlak, ovšem na vstřelený gól dokázali Kanaďané ještě před jejím koncem odpovědět. 20 sekund před sirénou Aleš Badal neproměnil sólový nájezd. Jednoznačně československé mužstvo Kanaďany přehrálo až v třetině závěrečné, kdy vystupňovalo své tempo. Síly v závěru docházely zejména kanadské obraně, neboť kanadský tým hrál jen se dvěma obrannými dvojicemi. Na přesilovky vyhrál československý tým 8–3, ovšem využil jen jedinou. |                                                        |          |              |                                           |
| |                                                        | Brankáři |              | Rozhodčí: Järvi (Finsko) Pomoell (Finsko) |
| Ladislav Lubina 2 Martin Hosták Jiří Látal Robert Kron | Ladislav Lubina 2 Martin Hosták Jiří Látal Robert Kron |          | Greg Hawgood | Rozhodčí: Järvi (Finsko) Pomoell (Finsko) |

| 29. prosince 1986 19.00 SEČ | Švédsko | 8–0 (1–0, 4–0, 3–0) | Švýcarsko | Piešťany Návštěvnost: 800 |  |

| Švédové se zpočátku dostávali do tempa jen velmi pomalu, od druhé třetiny však už na kluzišti jednoznačně dominovali. Závěr zápasu se přiostřil a byl poznamenán častými vyloučeními. |  |          |  |                                         |
| |  | Brankáři |  | Rozhodčí: Karandin (SSSR) Kriška (ČSSR) |
| Roger Hansson 2 Tomaz Eriksson Ulf Dahlén Roger Johansson Anders Gozzi Bo Svanberg Rikard Franzén                                                                                     |  |          |  | Rozhodčí: Karandin (SSSR) Kriška (ČSSR) |

| 29. prosince 1986 19.00 SEČ | USA | 15–2 (5–0, 6–0, 4–2) | Polsko | Trenčín Návštěvnost: 300 |  |

| Američané hráli i proti znatelně slabšímu soupeři naplno a po celý zápas ho převyšovali technicky, bruslařsky i vzájemnou souhrou. Ztráta koncentrace se na jejich straně dostavila až v závěru utkání, díky čemuž se Polákům podařilo skóre mírně korigovat. | |          |                          |                                          |
| | | Brankáři |                          | Rozhodčí: Lípa (ČSSR) Galinovskij (SSSR) |
| Scott Young 3 Bob Corkum 3 Mike Posma 2 Chriss Biotti Dave Capuano Tom Fitzgerald Darren Turcotte Mike Kelfer Ed Krayer Mike Hartman | Scott Young 3 Bob Corkum 3 Mike Posma 2 Chriss Biotti Dave Capuano Tom Fitzgerald Darren Turcotte Mike Kelfer Ed Krayer Mike Hartman |          | Jerzy Merta Piotr Zdunek | Rozhodčí: Lípa (ČSSR) Galinovskij (SSSR) |

| 29. prosince 1986 19.00 SEČ | SSSR | 4–5 (2–3, 0–1, 2–1) | Finsko | Topoľčany |  |

| Zápas přinesl dramatický souboj do té doby neporažených mužstev. V první třetině se mužstva střídala ve vedení, od druhé třetiny pak už Finové svůj náskok navyšovali až do stavu 5–2, v závěru utkání však Sověti ještě dvěma góly snížili. |                                                               |          |                                                                             |                                             |
| |                                                               | Brankáři |                                                                             | Rozhodčí: Trottier (Kanada) Brunclík (ČSSR) |
| Alexandr Kerč Alexandr Mogilnyj Valerij Popov Dimtrij Cygurov | Alexandr Kerč Alexandr Mogilnyj Valerij Popov Dimtrij Cygurov |          | Jyrki Silius Mikko Haapokoski Janne Ojanen Petri Matikainen Pekka Tirkkonen | Rozhodčí: Trottier (Kanada) Brunclík (ČSSR) |

### Čtvrtý hrací den
| 30. prosince 1986 16.00 SEČ | ČSSR | 5–3 (2–0, 2–1, 1–2) | SSSR | Trenčín Návštěvnost: 5500 |  |

| Českoslovenští hráči vycházeli v utkání především ze zajištěné obrany a vykrýváním středního pásma narušovali kombinace sovětských hráčů. Ty však nebyly zdaleka tak nebezpečné, jako bývalo u sovětských týmů zvykem, především proto, že nejslabším článkem sovětského mužstva byli obránci, kteří je měli zakládat. Československým hráčům se také dařilo v útoku soupeře přečíslovat, jejich zbraní byl dobrý pohyb po kluzišti a vítězná vhazování. Utkání se lámalo již v 8. až 9. minutě, kdy československý tým dvakrát krátce za sebou skóroval. Hru sovětského týmu povzbudily dvě krátce za sebou následující přesilovky a českoslovenští junioři se dostali pod tlak. Tuto fázi zápasu však zvládli obětavou obranou, v níž vynikly zejména časté pády do sovětských střel. Sovětský tlak pokračoval i po první přestávce, opět hlavně díky dvěma přesilovým hrám, tentokrát však vyústil ve snížení. Na sovětské gólové úspěchy se ale československým hokejistům dařilo rychle odpovídat. Když Sověti ve druhé třetině snížili na 2–1, Martin Hosták náskok opět zvýšil již po 24 sekundách, a když později ve třetí třetině snižovali na 4–2, následoval gól Jiřího Látala o 103 sekund později. |                                                      |          |                                                        |                                            |
| |                                                      | Brankáři |                                                        | Rozhodčí: Prescott (USA) Ekhagen (Švédsko) |
| Jiří Látal 2 Juraj Jurík Tomáš Kapusta Martin Hosták | Jiří Látal 2 Juraj Jurík Tomáš Kapusta Martin Hosták |          | Vladimir Konstantinov Alexandr Mogilnyj Andrej Smirnov | Rozhodčí: Prescott (USA) Ekhagen (Švédsko) |

| 30. prosince 1986 19.00 SEČ | Kanada | 18–3 (7–0, 5–1, 6–2) | Polsko | Nitra Návštěvnost: 600 |  |

| Utkání mělo zcela jednoznačný průběh již od prvních minut. Po první třetině, kdy utkání již bylo za stavu 7–0 prakticky rozhodnuto, vystřídali oba trenéři brankáře, polskému náhradníkovi Wajakiewiczovi se však nedařilo o nic lépe. | |          |                                                    |                                        |
| | | Brankáři |                                                    | Rozhodčí: Järvi (Finsko) Kriška (ČSSR) |
| Theoren Fleury 2 Everett Sanipass 2 Pat Elynuik 2 Brendan Shanahan 2 Steve Nemeth 2 Pierre Turgeon 2 Glen Wesley Steve Chiasson Chris Joseph Yvon Corriveau Scott Metcalfe David Latta                                                 | Theoren Fleury 2 Everett Sanipass 2 Pat Elynuik 2 Brendan Shanahan 2 Steve Nemeth 2 Pierre Turgeon 2 Glen Wesley Steve Chiasson Chris Joseph Yvon Corriveau Scott Metcalfe David Latta |          | Zbigniew Niedospial Jedrzej Kasperczyk Jerzy Merta | Rozhodčí: Järvi (Finsko) Kriška (ČSSR) |

| 30. prosince 1986 19.00 SEČ | Finsko | 0–5 (0–3, 0–2, 0–0) | Švédsko | Piešťany Návštěvnost: 2000 |  |

| Dosud neporažený tým Finska si ze severského derby odnesl nečekaně vysokou porážku. Švédští reprezentanti měli jasnou převahu už od prvních minut zápasu a o svém vítězství prakticky rozhodli již v první třetině. |  |          |  |                                       |
| |  | Brankáři |  | Rozhodčí: Lípa (ČSSR) Brunclík (ČSSR) |
| Tomaz Eriksson Johan Garpenlöv Roger Öhman Pär Edlund Bo Svanberg |  |          |  | Rozhodčí: Lípa (ČSSR) Brunclík (ČSSR) |

| 30. prosince 1986 19.00 SEČ | Švýcarsko | 6–12 (0–3, 3–5, 3–4) | USA | Topoľčany Návštěvnost: 1200 |  |

| Diváci sledovali na góly bohaté utkání, v němž Američané švýcarský tým jednoznačně přestříleli. Švýcaři si tak na šampionátu připsali již čtvrtou porážku za sebou. |                                                                                 |          | |                                                   |
| |                                                                                 | Brankáři | | Rozhodčí: Henriksson (Švédsko) Galinovskij (SSSR) |
| Oliver Hoffmann 2 Marco Dazzi Laurent Stehlin Peter Bärtschi Achim Pleschberger                                                                                     | Oliver Hoffmann 2 Marco Dazzi Laurent Stehlin Peter Bärtschi Achim Pleschberger |          | Darren Turcotte 2 Mike Kelfer 2 Lee Davidson 2 Todd Copeland Chris Biotti Tom Fitzgerald Bob Corkum Mike Hartman Robert Reynolds | Rozhodčí: Henriksson (Švédsko) Galinovskij (SSSR) |

### Pátý hrací den
| 1. ledna 1987 16.00 SEČ | ČSSR | 9–2 (4–0, 3–1, 2–1) | Polsko | Topoľčany Návštěvnost: 3000 |  |

| Pro československý tým nebyli Poláci vážným soupeřem, a proto měly podle pokynů trenérů nést hlavní tíhu zápasu jen 2. a 3. útok, zbývající dva útoky se měly snažit šetřit síly pro pozdější rozhodující zápas s Finskem. Přesto se polský tým během utkání jen zřídkakdy dostával za půlící čáru. V polovině utkání již prohrával 6–0 a od dvouciferného debaklu ho zachránila jen řada dalších nevyužitých příležitostí československých hráčů, kteří v závěru zápasu zvolnili a dvěma hrubými chybami umožnili soupeři skóre mírně korigovat. Aktivní byl zejména útočník Juraj Jurík. Československý tým však v utkání ztratil útočníka Roberta Krona, který si po krosčeku polského obránce Niedospiala poranil ramenní vazy. Ve třetí třetině si zachytal také náhradní gólman Rudolf Pejchar. |                                                                                              |          |                                   |                                                |
| |                                                                                              | Brankáři |                                   | Rozhodčí: Trottier (Kanada) Galinovskij (SSSR) |
| Juraj Jurík 3 Roman Lipovský 2 Tomáš Kapusta Radomír Brázda František Kučera Ladislav Lubina | Juraj Jurík 3 Roman Lipovský 2 Tomáš Kapusta Radomír Brázda František Kučera Ladislav Lubina |          | Jedrzej Kasperczyk Jacek Kubowicz | Rozhodčí: Trottier (Kanada) Galinovskij (SSSR) |

| 1. ledna 1987 19.00 SEČ | SSSR | 3–3 (1–3, 0–0, 2–0) | Švédsko | Nitra Návštěvnost: 2000 |  |

| V první třetině ovládali zápas Švédové, kterým se dařilo narušovat sovětské kombinace a využívat chyb soupeřovy obrany, do níž pronikali rychlými protiútoky. Sovětské mužstvo však podržel brankář Ivannikov. V závěrečné třetině Sověti dostali Švédy pod velký tlak, který nakonec vedl k vyrovnání. |                                                |          |                                       |                                   |
| |                                                | Brankáři |                                       | Rozhodčí: Lípa (ČSSR) Grúň (ČSSR) |
| Jevgenij Davydov Alexandr Kerč Pavel Kostičkin | Jevgenij Davydov Alexandr Kerč Pavel Kostičkin |          | Håkan Åhlund Pär Edlund Roger Hansson | Rozhodčí: Lípa (ČSSR) Grúň (ČSSR) |

| 1. ledna 1987 19.00 SEČ | Kanada | 6–2 (3–1, 1–1, 2–0) | USA | Piešťany Návštěvnost: 3200 |  |

| Mezi hráči těchto zámořských týmů se strhla potyčka ještě před začátkem utkání. Protože rozhodčí v té době nebyli ještě na ledě, udělili trest do konce zápasu náhodně po jednom hráči z obou mužstev, což za Kanadu odnesl kapitán Steve Chiasson. V následeném souboji byla znatelně lepší Kanada, která americký tým předčila svým důrazem, střeleckou pohotovostí a využíváním přesilových her. Zejména v první a ve třetí třetině Kanaďané Američany převyšovali ve všech směrech. |                                                                       |          |                             |                                            |
| |                                                                       | Brankáři |                             | Rozhodčí: Rønning (Norsko) Brunclík (ČSSR) |
| Pat Elynuik 2 Dave McLlwain Everett Sanipass Steve Nemeth Glen Wesley | Pat Elynuik 2 Dave McLlwain Everett Sanipass Steve Nemeth Glen Wesley |          | Darren Turcotte Scott Young | Rozhodčí: Rønning (Norsko) Brunclík (ČSSR) |

| 1. ledna 1987 19.00 SEČ | Finsko | 12–1 (4–0, 3–0, 5–1) | Švýcarsko | Trenčín Návštěvnost: 750 |  |

| Finský tým předčil Švýcary ve všech směrech po celou dobu zápasu a dařilo se mu také v koncovce, z čehož vyplynulo i vysoké skóre. Jednoznačně probíhající zápas se hrál poměrně čistě, na straně Švýcarů byla jen tři vyloučení, Finové utkání odehráli bez jediné trestné minuty. | |          |             |                                             |
| | | Brankáři |             | Rozhodčí: Karandin (SSSR) Ekhagen (Švédsko) |
| Teppo Kivelä 2 Marko Kiuru 2 Mikko Laaksonen 2 Pekka Tirkkonen 2 Mikko Haapokoski Timo Kulonen Pentti Lehtosaari Sami Wahlsten | Teppo Kivelä 2 Marko Kiuru 2 Mikko Laaksonen 2 Pekka Tirkkonen 2 Mikko Haapokoski Timo Kulonen Pentti Lehtosaari Sami Wahlsten |          | Roger Thöny | Rozhodčí: Karandin (SSSR) Ekhagen (Švédsko) |

### Šestý hrací den
| 2. ledna 1987 16.00 SEČ | ČSSR | 8–1 (1–1, 3–0, 4–0) | Švýcarsko | Piešťany Návštěvnost: 3200 |  |

| Kvůli zranění Roberta Krona v předchozím utkání sáhli trenéři československého mužstva k rozsáhlým změnám v útočných formacích, což se velmi negativně projevilo na jejich výkonnosti v prvních dvou třetinách zápasu. Švýcarský tým hrál velmi dobře a nebezpečně útočil. Československým hokejistům se sice dařilo dostávat do častých příležitostí, které však většinou zahazovali. Již ve 2. minutě se Švýcar Hoffman řítil sám na brankáře, ovšem svou šanci neproměnil. To se však podařilo Aeschlimannovi o půl minuty později, čímž dostal Švýcarsko do překvapivého vedení. Českoslovenští hráči vyrovnali ve 14. minutě z přesilovky, a i když další tři góly přidali ve druhé třetině, kdy trenéři zredukovali sestavu na tři pětky, znatelně se jejich hra proti urputné švýcarské obraně zlepšila až ve třetině poslední. | |          |                          |                                           |
| | | Brankáři |                          | Rozhodčí: Järvi (Finsko) Pomoell (Finsko) |
| Martin Hosták 2 Juraj Jurík Roman Andrýs Lubomír Václavíček Jiří Látal Ivan Matulík Ladislav Lubina | Martin Hosták 2 Juraj Jurík Roman Andrýs Lubomír Václavíček Jiří Látal Ivan Matulík Ladislav Lubina |          | Jean-Jacques Aeschlimann | Rozhodčí: Järvi (Finsko) Pomoell (Finsko) |

| 2. ledna 1987 19.00 SEČ | Polsko | 3–13 (0–6, 1–4, 2–3) | Finsko | Nitra Návštěvnost: 900 |  |

| Zcela bezproblémový zápas pro finský tým. Útočník Sami Wahlsten otevřel skóre již v první minutě střetnutí a po osmi minutách již seveřané vedli 3–0. Finové se proti Polákům prosazovali jak kombinační hrou, tak i individuálně a drželi polský tým pod stálým tlakem, ze kterého se vymaňoval jen velmi sporadicky. |                                                |          | |                                                |
| |                                                | Brankáři | | Rozhodčí: Prescott (Kanada) Galinovskij (SSSR) |
| Andrzej Husse Janusz Janikowski Jacek Kubowicz | Andrzej Husse Janusz Janikowski Jacek Kubowicz |          | Teppo Kivelä 2 Mikko Laaksonen 2 Pentti Lehtosaari 2 Sami Wahlsten 2 Timo Kulonen Petri Matikainen Janne Ojanen Pekka Tirkkonen Sami Wikström | Rozhodčí: Prescott (Kanada) Galinovskij (SSSR) |

| 2. ledna 1987 19.00 SEČ | Švédsko | 3–4 (0–2, 1–1, 2–1) | Kanada | Trenčín Návštěvnost: 1000 |  |

| Švédský tým měl po celé utkání nad svým soupeřem převahu, ovšem Kanaďany podržel dobře chytající brankář Jimmy Waite, proti kterému dokonce švédský útočník Ulf Sandström neproměnil trestné střílení. V předposlední minutě rozhodl zápas pro zámořský tým z ojedinělého kanadského protiútoku Brendan Shanahan. |                                         |          |                                                          |                                         |
| |                                         | Brankáři |                                                          | Rozhodčí: Karandin (SSSR) Kriška (ČSSR) |
| Rikard Franzén Ulf Sandström Ulf Dahlén | Rikard Franzén Ulf Sandström Ulf Dahlén |          | David Latta Scott Metcalfe Greg Hawgood Brendan Shanahan | Rozhodčí: Karandin (SSSR) Kriška (ČSSR) |

| 2. ledna 1987 19.00 SEČ | USA | 4–2 (1–1, 1–1, 2–0) | SSSR | Topoľčany Návštěvnost: 3200 |  |

| Další překvapivá prohra obhájců titulu juniorských mistrů světa, kterou dokonce ztratili i teoretickou šanci na zisk jakékoliv medaile. První dvě třetiny byly vyrovnané, provázené urputným bojem z obou stran. Američané však Sověty předčili ve střelbě. Rozhodující branku vstřelil Robert Reynolds ve 45. minutě ve vlastním oslabení a vítězství pak Američané zpečetili při přesilové hře čtyři minuty před koncem utkání. |                                                            |          |                               |                                                  |
| |                                                            | Brankáři |                               | Rozhodčí: Henriksson (Švédsko) Ekhagen (Švédsko) |
| Scott Young Tom Fitzgerald Robert Reynolds Darren Turcotte | Scott Young Tom Fitzgerald Robert Reynolds Darren Turcotte |          | Igor Monajenkov Alexandr Kerč | Rozhodčí: Henriksson (Švédsko) Ekhagen (Švédsko) |

### Sedmý hrací den
| 4. ledna 1987 16.00 SEČ | ČSSR | 3–5 (1–2, 1–0, 1–3) | Finsko | Nitra Návštěvnost: 4100 |  |

| V tomto utkání stačilo československému týmu k získání zlatých medailí uhrát remízu. Do zápasu však nevstoupil dobře – nejprve inkasoval v oslabení a již o 36 sekund později po hrubé chybě brankáře Svobody prohrával 2—0. Ještě do konce třetiny se podařilo snížit a ve druhé dokonce vyrovnat. Díky zlepšené hře českoslovenští hráči ve druhé třetině ovládali led a často Finy zatlačovali před vlastního brankáře, ovšem dopláceli na špatnou koncovku a nevyužili ani přesilovku 5 na 3. Českoslovenští hokejisté byli aktivnější i na začátku poslední třetiny, ovšem pak obdrželi dvě branky v rozpětí 62 sekund a k dalšímu vyrovnání jim již evidentně chyběly síly. každý tým už jen přidal po jednom gólu, přičemž Finové skórovali ve vlastním oslabení. |                              |          |                                                 |                                            |
| |                              | Brankáři |                                                 | Rozhodčí: Prescott (USA) Ekhagen (Švédsko) |
| Ivan Matulík 2 Martin Hosták | Ivan Matulík 2 Martin Hosták |          | Marko Allen 2 Pekka Tirkkonen 2 Mikko Laaksonen | Rozhodčí: Prescott (USA) Ekhagen (Švédsko) |

| 4. ledna 1987 16.00 SEČ | USA | 0–8 (0–4, 0–3, 0–1) | Švédsko | Trenčín Návštěvnost: 460 |  |

| Švédové v utkání předváděli technický hokej, na který Američané nestačili. Jejich přehnaně tvrdá hra ústila v časté vylučování, čímž se připravovali o možnost dosáhnout lepšího výsledku. |  |          |                                                                       |                                             |
| |  | Brankáři |                                                                       | Rozhodčí: Trottier (Kanada) Brunclík (ČSSR) |
| |  |          | Bo Svanberg 2 Ulf Sandström 2 Ulf Dahlén 2 Thomas Sjögren Roger Öhman | Rozhodčí: Trottier (Kanada) Brunclík (ČSSR) |

| 4. ledna 1987 16.00 SEČ | Polsko | 8–3 (2–1, 3–0, 3–2) | Švýcarsko | Topoľčany |  |

| Utkání dvou posledních týmů tabulky, které v předchozím průběhu turnaje ještě nezískaly ani bod, bylo současně přímým soubojem o udržení v elitní skupině. První se vedení ujali již po 52 sekundách hry Švýcaři. Poláci však postupně zlepšovali hru a nakonec zvítězili překvapivě vysokým rozdílem. Švýcarsko tak sestoupilo. | |          |                                        |                                                   |
| | | Brankáři |                                        | Rozhodčí: Henriksson (Švédsko) Galinovskij (SSSR) |
| Zbigniew Niedospial 2 Wlodzimierz Król Damian Adamus Jacek Kubowicz Jerzy Merta Zbigniew Raszewski Piotr Zdunek | Zbigniew Niedospial 2 Wlodzimierz Król Damian Adamus Jacek Kubowicz Jerzy Merta Zbigniew Raszewski Piotr Zdunek |          | Jean-Jacques Aeschlimann 2 Roger Thöny | Rozhodčí: Henriksson (Švédsko) Galinovskij (SSSR) |

| 4. ledna 1987 20.00 SEČ | SSSR | anulováno ve 2. třetině za stavu 2–4 (1–3, 1–1, —) | Kanada | Piešťany |  |

| V tomto utkání měla Kanada ještě možnost získat zlaté medaile, pokud by sovětský tým porazila alespoň 5brankovým rozdílem. Skóre zápasu otevřel Theoren Fleury po 5 minutách hry. Kanaďané Sověty přehrávali a ve druhé třetině vedli 4–2. Utkání plné emocí, nečistých zákroků a provokací nakonec vyústilo v největší hromadnou rvačku v dějinách hokeje, která trvala přibližně 20 minut. Bitku proslavil také marný pokus organizátorů o její ukončení tím, že v aréně zhasli světla. Delegáti IIHF následně zápas předčasně ukončili a oba týmy z mistrovství vyloučili. |  |          |  |                            |
| |  | Brankáři |  | Rozhodčí: Rønning (Norsko) |

## Soupisky
Na mistrovství soutěžilo osm zemí reprezentovaných mužstvy po 20 hráčích. Celkem se tedy turnaje zúčastnilo 160 hráčů.
 ČSSR
- Brankáři: Oldřich Svoboda, Rudolf Pejchar
- Obránci: Jiří Látal, František Kučera, Petr Pavlas, Roman Lipovský, Radomír Brázda, Robert Svoboda
- Útočníci: Ladislav Lubina, Martin Hosták, Luboš Pázler, Robert Kron, Tomáš Kapusta, Roman Němčický, Roman Andrýs, Aleš Badal, Lubomír Václavíček, Juraj Jurík, Karol Rusznyák, Ivan Matulík
- Trenéři: Jiří Justra, Július Černický

 Finsko
- Brankáři: Markus Ketterer, Kari Rosenberg
- Obránci: Marko Allen, Mikko Haapakoski, Timo Kulonen, Jukka Marttila, Petri Matikainen, Jari Parviainen, Antti Tuomenoksa
- Útočníci: Teppo Kivelä, Marko Kiuru, Mikko Laaksonen, Jari Laukkanen, Pentti Lehtosaari, Janne Ojanen, Jukka Seppo, Jyrki Silius, Pekka Tirkkonen, Sami Wahlsten, Sami Wikström
- Trenéři: Hannu Jortikka, Urpo Ylönen

 Kanada
- Brankáři: Jimmy Waite, Shawn Simpson
- Obránci: Greg Hawgood, Glen Wesley, Steve Chiasson, Chris Joseph, Kerry Huffman, Luke Richardson
- Útočníci: Yvon Corriveau, Theoren Fleury, Mike Keane, Everett Sanipass, Dave McLlwain, Pat Elynuik, Scott Metcalfe, Brendan Shanahan, Steve Nemeth, Pierre Turgeon, Stephane Roy, David Latta
- Trenéři: Bert Templeton, Pat Burns

 Polsko
- Brankáři: Włodzimierz Krauzowicz, Grzegorz Wojakiewicz
- Obránci: Ryszard Bielak, Włodzimierz Król, Zbigniew Niedośpiał, Andrzej Husse, Ryszard Borecki, Jacek Zamojski
- Útočníci: Jacek Jankowski, Marek Adamek, Damian Adamus, Janusz Janikowski, Jacek Kubowicz, Jędrzej Kasperczyk, Jerzy Merta, Krzysztof Ruchała, Zbigniew Raszewski, Marek Trybuś, Piotr Zdunek, Robert Żymankowski
- Trenéři: Jerzy Malerz, Andrzej Mariniok

 SSSR
- Brankáři: Valerij Ivannikov, Vadim Privalov
- Obránci: Vladimir Konstantinov, Igor Monajenkov, Vadim Musatov, Andrej Smirnov, Dmitrij Cygurov, Vladimir Malachov
- Útočníci: Alexandr Galčenjuk, Jevgenij Davydov, Anton Zagorodnyj, Valerij Zelepukin, Alexandr Kerč, Pavel Kostičkin, Dmitrij Medveděv, Sergej Osipov, Valerij Popov, Sergej Šesterikov, Alexandr Mogilnyj, Sergej Fjodorov
- Trenéři: Vladimir Vasiljev, Valentin Gurejev

 Švédsko
- Brankáři: Sam Lindståhl, Johan Borg
- Obránci: Calle Johansson, Niklas Gällstedt, Jonas Heed, Roger Åkerström, Örjan Lindmark, Rikard Franzén, Roger Johansson
- Útočníci: Thomas Sjögren, Ulf Dahlén, Håkan Åhlund, Johan Garpenlöv, Bo Svanberg, Ulf Sandström, Pär Edlund, Anders Gozzi, Roger Öhman, Roger Hansson, Tomaz Eriksson
- Trenéři: Gunar Jansson, Thomas Magnusson

 Švýcarsko
- Brankáři: Matthias Aebischer, Reto Pavoni
- Obránci: Daniel Bünzli, Marco Dazzi, Christian Hofstätter, André Künzi, Luigi Riva, Roger Meier
- Útočníci: Martin Lang, Romeo Mattioni, Oliver Hoffmann, Ray Walder, Bruno Vollmer, Laurent Stehlin, Peter Bärtschi, Jean-Jacques Aeschlimann, Ruben Fontana, Toni Nyffenegger, Aschim Pleschberger, Roger Thöny
- Trenéři: Rolf Altorser, Denis Mettaier

 USA
- Brankáři: Pat Jablonski, Robb Stauber
- Obránci: Brian Leetch, Adam Burt, Greg Brown, Todd Copeland, Chris Biotti, Mike Posma
- Útočníci: Dave Capuano, Tom Fitzgerald, Darren Turcotte, Mike Kelfer, Lee Davidson, Ed Krayer, Bob Corkum, Scott Young, Mike Hartman, Robert Reynolds, Mike Wolak, Marty Nanne
- Trenéři: Dave Petersson, Ben Smith

## Mistrovství světa skupiny B
Mistrovství světa juniorů skupiny B se roku 1987 konalo od 15. do 21. března ve francouzském městě Rouen. Účastnilo se ho 8 týmů. Mužstva Itálie, Japonska, Nizozemska, Norska, Rakouska a Rumunska, jež se účastnila mistrovství v této skupině i předchozího roku, doplnila reprezentace Německé spolkové republiky, která sestoupila ze skupiny A, a Francie, která postoupila ze skupiny C. Každé mužstvo odehrálo 5 zápasů, tzn. že celkem se odehrálo 40 utkání.
Soutěž začala ve dvou základních skupinách, v nichž se hrálo systémem každý s každým.
| Poř. | Tým      | NSR  | Japonsko | Francie | Rumunsko | Z | V | R | P | Skóre | B |
| ---- | -------- | ---- | -------- | ------- | -------- | - | - | - | - | ----- | - |
| 1.   | NSR      | —    | 6:3      | 2:2     | 6:3      | 3 | 2 | 1 | 0 | 24:8  | 5 |
| 2.   | Japonsko | 3:6  | —        | 3:1     | 11:7     | 3 | 2 | 0 | 1 | 17:14 | 4 |
| 3.   | Francie  | 2:2  | 1:3      | —       | 4:3      | 3 | 1 | 1 | 1 | 7:8   | 3 |
| 4.   | Rumunsko | 3:16 | 7:11     | 3:4     | —        | 3 | 0 | 0 | 3 | 13:31 | 0 |

| Poř. | Tým        | Norsko | Rakousko | Nizozemsko | Itálie | Z | V | R | P | Skóre | B |
| ---- | ---------- | ------ | -------- | ---------- | ------ | - | - | - | - | ----- | - |
| 1.   | Norsko     | —      | 11:1     | 5:5        | 12:1   | 3 | 2 | 1 | 0 | 28:7  | 5 |
| 2.   | Rakousko   | 1:11   | —        | 6:4        | 4:4    | 3 | 1 | 1 | 1 | 11:19 | 3 |
| 3.   | Nizozemsko | 5:5    | 4:6      | —          | 7:5    | 3 | 1 | 1 | 1 | 16:16 | 3 |
| 4.   | Itálie     | 1:12   | 4:4      | 5:7        | —      | 3 | 0 | 1 | 2 | 10:23 | 1 |

Dva nejlepší týmy z obou základních skupin se pak utkaly o postup do skupiny A mistrovství světa, a zbývající týmy pak hrály o sestup do skupiny C mistrovství světa. Do tabulky se započítaly rovněž výsledky zápasů mužstev, která se spolu utkala již v základních skupinách (uvedeny v závorkách).
| Poř. | Tým      | NSR   | Norsko | Japonsko | Rakousko | Z | V | R | P | Skóre | B |
| ---- | -------- | ----- | ------ | -------- | -------- | - | - | - | - | ----- | - |
| 1.   | NSR      | —     | 13:3   | (6:3)    | 11:0     | 3 | 3 | 0 | 0 | 30:6  | 6 |
| 2.   | Norsko   | 3:13  | —      | 7:5      | (11:1)   | 3 | 2 | 0 | 1 | 21:19 | 4 |
| 3.   | Japonsko | (3:6) | 5:7    | —        | 6:3      | 3 | 1 | 0 | 2 | 14:16 | 2 |
| 4.   | Rakousko | 0:11  | (1:11) | 3:6      | —        | 3 | 0 | 0 | 3 | 4:28  | 0 |

| Poř. | Tým        | Francie | Rumunsko | Nizozemsko | Itálie | Z | V | R | P | Skóre | B |
| ---- | ---------- | ------- | -------- | ---------- | ------ | - | - | - | - | ----- | - |
| 1.   | Francie    | —       | (4:3)    | 7:5        | 7:3    | 3 | 3 | 0 | 0 | 18:11 | 6 |
| 2.   | Rumunsko   | (3:4)   | —        | 7:4        | 5:1    | 3 | 2 | 0 | 1 | 15:9  | 4 |
| 3.   | Nizozemsko | 5:7     | 4:7      | —          | (7:5)  | 3 | 1 | 0 | 2 | 16:19 | 2 |
| 4.   | Itálie     | 3:7     | 1:5      | (5:7)      | —      | 3 | 0 | 0 | 3 | 9:19  | 0 |

Vítězem soutěže se stala reprezentace Německé spolkové republiky, která se tak mohla znovu vrátit zpět do elitní skupiny. Sestupujícím mužstvem se stala reprezentace Itálie.
V kanadském bodování zvítězil německý hráč Andreas Brockmann, který nasbíral celkem 14 bodů, z toho 6 gólů a 8 asistencí.
Nejlepším brankářem byl vyhodnocen německý hráč Klaus Merk, obráncem japonský hráč Takajuki Kobori a útočníkem norský hráč Knut Walbye.

## Mistrovství světa skupiny C
Mistrovství světa juniorů skupiny C se roku 1987 konalo od 16. do 22. března v dánském městě Esbjerg. Účastnilo se ho 6 týmů. Mužstva Austrálie, Dánska, Jugoslávie, Španělska a Velké Británie, jež se účastnila mistrovství v této skupině i předchozího roku, doplnil bulharský reprezentační tým, který sestoupil ze skupiny B.
Soutěž se hrála systémem každý s každým, takže jednotlivé týmy odehrály po 5 zápasech a celkem se hrálo 30 utkání.
| Poř. | Tým            | Jugoslávie | Dánsko | Velká Británie | Bulharsko | Španělsko | Austrálie | Z | V | R | P | Skóre | B  |
| ---- | -------------- | ---------- | ------ | -------------- | --------- | --------- | --------- | - | - | - | - | ----- | -- |
| 1.   | Jugoslávie     | —          | 13:4   | 6:4            | 5:1       | 11:2      | 21:1      | 5 | 5 | 0 | 0 | 56:12 | 10 |
| 2.   | Dánsko         | 4:13       | —      | 11:4           | 8:3       | 7:3       | 14:1      | 5 | 4 | 0 | 1 | 44:24 | 8  |
| 3.   | Velká Británie | 4:6        | 4:11   | —              | 4:2       | 6:2       | 7:0       | 5 | 3 | 0 | 2 | 15:21 | 6  |
| 4.   | Bulharsko      | 1:5        | 3:8    | 2:4            | —         | 8:5       | 7:1       | 5 | 2 | 0 | 3 | 21:23 | 4  |
| 5.   | Španělsko      | 2:11       | 3:7    | 2:6            | 5:8       | —         | 7:2       | 5 | 1 | 0 | 4 | 19:34 | 2  |
| 6.   | Austrálie      | 1:21       | 1:14   | 0:7            | 1:7       | 2:7       | —         | 5 | 0 | 0 | 5 | 5:56  | 0  |

Vítězem soutěže se stala reprezentace Jugoslávie, která tak postoupila do skupiny B.
V kanadském bodování zvítězil jugoslávský hráč Nik Zupančič, který nasbíral celkem 23 bodů, z toho 18 gólů a 5 asistencí. Nik Zupančič byl současně zvolen nejlepším útočníkem turnaje. Nejlepším brankářem byl vyhodnocen britský hráč Martin McKay a nejlepším obráncem dánský hráč Søren Jensen.